# Lisnaskea

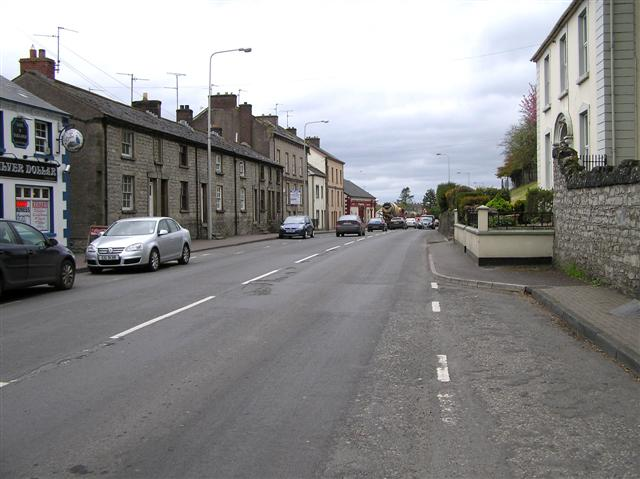
Lisnaskea

Lisnaskea (iriska: Lios na Scéithe) är ett samhälle och den näst största orten i Fermanagh i Nordirland. År 2001 bodde det totalt 2 739 människor i Lisnaskea.